# Conogethes evaxalis
Conogethes evaxalis is een vlinder uit de familie van de grasmotten (Crambidae). De wetenschappelijke naam van deze soort is voor het eerst voorgesteld als Botys evaxalis door Francis Walker in een publicatie uit 1859.

## Ondersoorten
- Dichocrocis evaxalis evaxalis (Walker, 1859)
- Dichocrocis evaxalis biagialis Strand, 1920

## Verspreiding
De soort komt voor in India, Bhutan, Sri Lanka, Thailand, Indonesië (Sumatra), Papoea-Nieuw-Guinea en Australië.

## Waardplanten
De rups leeft op Dipterocarpus crinitus en Dipterocarpus grandiflorus (Dipterocarpaceae).